# Vuelta a España 2023/18. Etappe
Die 18. Etappe der Vuelta a España 2023 fand am 14. September 2023 statt und endete mit der neunten und letzten Bergankunft der 78. Austragung des spanischen Etappenrennens. Die Strecke führte von Pola de Allande über 178,9 Kilometer zum Cruz de Linares, wo sich das Ziel auf einer Höhe von 845 Metern befand. Nach der Zielankunft hatten die Fahrer insgesamt 2671,5 Kilometer absolviert, was 84,6 % der Gesamtdistanz der Rundfahrt entspricht.
Der Belgier Remco Evenepoel (Soudal Quick-Step) gewann seine dritte Etappe, nachdem er sich rund 30 Kilometer vor dem Ziel in der vorletzten Steigung von der Ausreißergruppe absetzte und als Solist im Ziel ankam. Sepp Kuss (Jumbo-Visma) verteidigte das Rote Trikot, wobei sich seine Teamkollegen Jonas Vingegaard und Primož Roglič in seine Dienste stellten.

## Streckenführung
Nach dem Start in Pola de Allande führte die Strecke durch die Täler Asturiens über Puente del Infierno nach Soto de la Barca, ehe ein nicht-kategorisierter Anstieg bei Tuña in Angriff genommen wurde. Nach einer weiteren kurzen Welle führte die Strecke auf die Alto de las Estacas (742 m) die als Bergwertung der 2. Kategorie klassifiziert wurde. Nachdem die Kuppe bei Kilometer 48,8 überquert worden war, folgte eine längere Abfahrt die die Fahrer nach Belmonte leitete, wo die Strecke entlang des Río Pigüeña in Richtung Süden führte. Nach mehreren leicht ansteigenden Kilometern begann bei La Riera die Auffahrt auf den Puerto de San Lorenzo (1347 m), der auf einer Länge von 9,9 Kilometern eine durchschnittliche Steigung von 8,6 % aufwies. Die unrhythmische Westauffahrt beinhaltete mehrere Rampen und Flachstücke und wurde nach 88,6 Kilometern überquert. Auf der Passhöhe wurde eine Bergwertung der 1. Kategorie abgenommen. Nach einer steilen Abfahrt wurde San Martín erreicht, ehe die Straße leicht abschüssig bis Proaza führte. Nun begann die Straße wieder zu steigen und führte mit der Alto de Tenebredo (507 m) auf einen Anstieg der 3. Kategorie. Nachdem die Kuppe beim Kilometer 121,2 erreicht worden war, folgte eine Abfahrt, die bis kurz vor Oviedo führte. Die Fahrer bogen jedoch Links ab und gelangten über Trubia zum Schlussanstieg, der im Finale zweimal befahren werden musste.
Der Schlussanstieg zum Cruz de Linares war als Bergwertung der 1. Kategorie klassifiziert und wies auf einer Länge von 8,3 Kilometern eine Durchschnittsteigung von 8,6 % auf. Die ersten fünf Kilometer stiegen im Schnitt mit rund 10 % an, wobei auch Rampen von bis zu 16 % befahren werden mussten. Im oberen Teil wechselten sich Flachstücke mit steilen Passagen ab, ehe das Ziel beim Mirador de la Cruz de Llinares auf einer Höhe von 845 Metern erreicht wurde. Nach der ersten Auffahrt folgte eine technisch anspruchsvolle Abfahrt, die über Sograndio zurück nach Proaza führte, wo 16,3 Kilometer vor dem Ziel ein Zwischensprint ausgefahren wurde. Die erste Überfahrt, bei der Zeitbonifikationen für das Gesamtklassement vergeben wurden, erfolgte 25 Kilometer vor dem Ziel. Zwischen den beiden Auffahrten lag ein rund zehn Kilometer langes Flachstück.
|                            | Ort                   | Kilometer | Länge (km) | Höhe (m) | Ø Steigung |
| -------------------------- | --------------------- | --------- | ---------- | -------- | ---------- |
| Start                      | Pola de Allande       | 0,0       |            |          |            |
| Bergwertung (2. Kategorie) | Alto de las Estacas   | 48,8      | 5,1        | 742      | 7,5 %      |
| Bergwertung (1. Kategorie) | Puerto de San Lorenzo | 88,6      | 9,9        | 1347     | 8,6 %      |
| Bergwertung (3. Kategorie) | Alto de Tenebredo     | 121,2     | 3,4        | 507      | 9,5 %      |
| Bergwertung (1. Kategorie) | Cruz de Linares       | 153,9     | 8,3        | 845      | 8,6 %      |
| Bonussprint                | Cruz de Linares       | 153,9     |            |          |            |
| Zwischensprint             | Proaza                | 162,6     |            |          |            |
| Bergwertung (1. Kategorie) | Cruz de Linares       | 178,9     | 8,3        | 845      | 8,6 %      |
| Ziel                       | Cruz de Linares       | 178,9     |            |          |            |

## Rennverlauf
Kurz nach dem Start setzten sich 14 Fahrer vom Hauptfeld ab. In der Ausreißergruppe waren Remco Evenepoel (Soudal Quick-Step), Damiano Caruso (Bahrain Victorious), Paul Ourselin (TotalEnergies), Max Poole (DSM-Firmenich), Egan Bernal (Ineos Grenadiers),  Andreas Kron, Jarrad Drizners (beide Lotto Dstny), Imanol Erviti (Movistar), Andrea Piccolo (EF Education-EasyPost), Julien Bernard (Lidl-Trek), Lorenzo Germani, Lewis Askey (beide Groupama-FDJ), Nico Denz (Bora-hansgrohe) und Hugo Hofstetter (Arkéa-Samsic) vertreten, während im Hauptfeld die Jumbo-Visma Mannschaft das Tempo kontrollierte. Die Ausreißer überquerten den Puerto de San Lorenzo mit einem Vorsprung von fast zehn Minuten, wobei sich Remco Evenepoel die meisten Punkte sicherte und so rein rechnerisch als Sieger der Bergwertung feststand. Nachdem Hugo Hofstetter bereits im Anstieg des Puerto de San Lorenzo zurückgefallen war, zerfiel die Ausreißergruppe in den steilen Rampen der Alto de Tenebredo. Remco Evenepoel führte die Spitzengruppe über die Kuppe in der mit Damiano Caruso, Paul Ourselin, Max Poole, Egan Bernal und Andreas Kron nur sechs Fahrer verblieben waren. 
Bei der ersten Auffahrt des Mirador de la Cruz de Linares verschärfte Remco Evenepoel das Tempo, sodass zunächst neben dem Belgier nur noch Damiano Caruso und Max Poole an der Spitze des Rennens verblieben. Rund 30 Kilometer vor dem Ziel distanzierte der Belgier auch seine letzten beiden Gefährten und erreichte die erste Zielpassage fast eineinhalb Minuten vor seinen ersten Verfolgern. Nach der Abfahrt baute er seinen Vorsprung im Flachstück und der Zielauffahrt weiter aus und gewann die Etappe vor Damiano Caruso, der einen Rückstand von vier Minuten und 44 Sekunden aufwies. Im Hauptfeld passierte bei der ersten Zielauffahrt nicht viel. Im anschließenden Flachstück setzte sich Alexander Wlassow (Bora-hansgrohe) mit der Hilfe seines Teamkollegen Nico Denz von den anderen Gesamtklassement-Fahrern ab, wobei sein Vorsprung am Fuße der Schlusssteigung nur wenige Sekunden betrug. Nach der Vorarbeit seiner Mannschaftskollegen griff Mikel Landa (Bahrain Victorious) im Finale zwei Mal an, konnte sich jedoch nicht entscheidend absetzten. Während Juan Ayuso (UAE Team Emirates) den Angriffen des Basken folgte, behielt Jonas Vingegaard (Jumbo-Visma) sein hohes Tempo bei und schloss die Lücken so immer wieder für den Gesamtführenden Sepp Kuss. Auf dem letzten Kilometer griff Juan Ayuso selbst an, wobei diesmal auch Sepp Kuss dem Antritt folgte. Der Führende der Nachwuchswertung erreichte das Ziel als achter, zeitgleich mit Enric Mas (Movistar), Sepp Kuss und Primož Roglič (beide Jumbo-Visma). Mikel Landa verlor im Zielsprint drei Sekunden und auch Jonas Vingegaard, der am Ende der Etappe nicht mehr antrat, büßte neun Sekunden auf Sepp Kuss ein. Mit rund einer Minute Rückstand folgten mit Santiago Buitrago (Bahrain Victorious), Cian Uijtdebroeks, Alexander Wlassow (beide Bora-hansgrohe) und João Almeida (UAE Team Emirates) die restlichen Gesamtklassement-Fahrer.
In der Gesamtwertung festigte Sepp Kuss seine Stellung im Roten Trikot und wies nach der letzten Bergankunft einen Vorsprung von 17 Sekunden auf Jonas Vingegaard auf. Primož Roglič liegt weiterhin mit einer Minute und acht Sekunden als dritter Jumbo-Visma Fahrer auf Gesamtrang drei. Juan Ayuso verteidigte die Nachwuchswertung und liegt als bester Spanier 19 Sekunden vor Mikel Landa und 30 Sekunden vor Enric Mas. Remco Evenepoel sicherte sich rein rechnerisch mit 78 Punkten Vorsprung den Sieg in der Bergwertung und wurde zum vierten Mal zum kämpferischsten Fahrer gewählt. Kaden Groves (Alpecin-Deceuninck) erreichte das Ziel im vorgegebenen Zeitlimit und verteidigte so die Führung in der Punktewertung. An der Spitze der Mannschaftswertung kam es erneut zu keiner Veränderung, wobei das Team Jumbo-Visma die Wertung souverän anführt. Alle 149 Starter erreichten das Ziel der Etappe.

## Ergebnis
| \| Etappenergebnis \| Etappenergebnis \| Etappenergebnis \| Etappenergebnis \| Etappenergebnis \| \| Fahrer \| Fahrer \| Land \| Team \| Zeit \| \| --------------- \| --------------- \| ---------------------- \| ------------------ \| --------------- \| \| 1. \| Remco Evenepoel \| Belgien \| Soudal Quick-Step \| 4 h 47 min 37 s \| \| 2. \| Damiano Caruso \| Italien \| Bahrain Victorious \| + 4 min 44 s \| \| 3. \| Andreas Kron \| Dänemark \| Lotto Dstny \| + 5 min 10 s \| \| 4. \| Max Poole \| Vereinigtes Königreich \| Team DSM-Firmenich \| + 5 min 12 s \| \| 5. \| Paul Ourselin \| Frankreich \| TotalEnergies \| + 5 min 17 s \| \| 6. \| Julien Bernard \| Frankreich \| Lidl-Trek \| + 6 min 11 s \| \| 7. \| Egan Bernal \| Kolumbien \| Ineos Grenadiers \| + 7 min 01 s \| \| 8. \| Juan Ayuso \| Spanien \| UAE Team Emirates \| + 9 min 29 s \| \| 9. \| Enric Mas \| Spanien \| Movistar Team \| + 9 min 29 s \| \| 10. \| Sepp Kuss \| Vereinigte Staaten \| Jumbo-Visma \| + 9 min 29 s \| |                 |                        |                    |                 |
| |                 |                        |                    |                 |
| Quelle: ProCyclingStats |                 |                        |                    |                 |
| Etappenergebnis |                 |                        |                    |                 |
| Fahrer | Fahrer          | Land                   | Team               | Zeit            |
| 1. | Remco Evenepoel | Belgien                | Soudal Quick-Step  | 4 h 47 min 37 s |
| 2. | Damiano Caruso  | Italien                | Bahrain Victorious | + 4 min 44 s    |
| 3. | Andreas Kron    | Dänemark               | Lotto Dstny        | + 5 min 10 s    |
| 4. | Max Poole       | Vereinigtes Königreich | Team DSM-Firmenich | + 5 min 12 s    |
| 5. | Paul Ourselin   | Frankreich             | TotalEnergies      | + 5 min 17 s    |
| 6. | Julien Bernard  | Frankreich             | Lidl-Trek          | + 6 min 11 s    |
| 7. | Egan Bernal     | Kolumbien              | Ineos Grenadiers   | + 7 min 01 s    |
| 8. | Juan Ayuso      | Spanien                | UAE Team Emirates  | + 9 min 29 s    |
| 9. | Enric Mas       | Spanien                | Movistar Team      | + 9 min 29 s    |
| 10. | Sepp Kuss       | Vereinigte Staaten     | Jumbo-Visma        | + 9 min 29 s    |

## Gesamtstände
| \| Gesamtwertung \| Gesamtwertung \| Gesamtwertung \| Gesamtwertung \| Gesamtwertung \| \| Fahrer \| Fahrer \| Land \| Team \| Zeit \| \| ------------- \| ----------------- \| ------------------ \| ------------------ \| ---------------- \| \| 1. \| Sepp Kuss \| Vereinigte Staaten \| Jumbo-Visma \| 65 h 31 min 27 s \| \| 2. \| Jonas Vingegaard \| Dänemark \| Jumbo-Visma \| + 17 s \| \| 3. \| Primož Roglič \| Slowenien \| Jumbo-Visma \| + 1 min 08 s \| \| 4. \| Juan Ayuso \| Spanien \| UAE Team Emirates \| + 4 min 00 s \| \| 5. \| Mikel Landa \| Spanien \| Bahrain Victorious \| + 4 min 19 s \| \| 6. \| Enric Mas \| Spanien \| Movistar Team \| + 4 min 30 s \| \| 7. \| Cian Uijtdebroeks \| Belgien \| Bora-Hansgrohe \| + 7 min 37 s \| \| 8. \| Alexander Wlassow \| Neutrales Banner \| Bora-Hansgrohe \| + 8 min 35 s \| \| 9. \| João Almeida \| Portugal \| UAE Team Emirates \| + 10 min 20 s \| \| 10. \| Santiago Buitrago \| Kolumbien \| Bahrain Victorious \| + 12 min 20 s \| |                   |                    |                    |                  |
| |                   |                    |                    |                  |
| Quelle: ProCyclingStats |                   |                    |                    |                  |
| Gesamtwertung |                   |                    |                    |                  |
| Fahrer | Fahrer            | Land               | Team               | Zeit             |
| 1. | Sepp Kuss         | Vereinigte Staaten | Jumbo-Visma        | 65 h 31 min 27 s |
| 2. | Jonas Vingegaard  | Dänemark           | Jumbo-Visma        | + 17 s           |
| 3. | Primož Roglič     | Slowenien          | Jumbo-Visma        | + 1 min 08 s     |
| 4. | Juan Ayuso        | Spanien            | UAE Team Emirates  | + 4 min 00 s     |
| 5. | Mikel Landa       | Spanien            | Bahrain Victorious | + 4 min 19 s     |
| 6. | Enric Mas         | Spanien            | Movistar Team      | + 4 min 30 s     |
| 7. | Cian Uijtdebroeks | Belgien            | Bora-Hansgrohe     | + 7 min 37 s     |
| 8. | Alexander Wlassow | Neutrales Banner   | Bora-Hansgrohe     | + 8 min 35 s     |
| 9. | João Almeida      | Portugal           | UAE Team Emirates  | + 10 min 20 s    |
| 10. | Santiago Buitrago | Kolumbien          | Bahrain Victorious | + 12 min 20 s    |

| Punktewertung | Punktewertung       | Punktewertung      | Punktewertung         | Punktewertung |
| Fahrer        | Fahrer              | Land               | Team                  | Punkte        |
| ------------- | ------------------- | ------------------ | --------------------- | ------------- |
| 1.            | Kaden Groves        | Australien         | Alpecin-Deceuninck    | 228 P.        |
| 2.            | Remco Evenepoel     | Belgien            | Soudal Quick-Step     | 192 P.        |
| 3.            | Andreas Kron        | Dänemark           | Lotto Dstny           | 139 P.        |
| 4.            | Jonas Vingegaard    | Dänemark           | Jumbo-Visma           | 123 P.        |
| 5.            | Primož Roglič       | Slowenien          | Jumbo-Visma           | 117 P.        |
| 6.            | Sepp Kuss           | Vereinigte Staaten | Jumbo-Visma           | 112 P.        |
| 7.            | Juan Ayuso          | Spanien            | UAE Team Emirates     | 105 P.        |
| 8.            | Marc Soler          | Spanien            | UAE Team Emirates     | 97 P.         |
| 9.            | Lennard Kämna       | Deutschland        | Bora-Hansgrohe        | 85 P.         |
| 10.           | Marijn van den Berg | Niederlande        | EF Education-EasyPost | 85 P.         |

| Bergwertung | Bergwertung       | Bergwertung        | Bergwertung        | Bergwertung |
| Fahrer      | Fahrer            | Land               | Team               | Punkte      |
| ----------- | ----------------- | ------------------ | ------------------ | ----------- |
| 1.          | Remco Evenepoel   | Belgien            | Soudal Quick-Step  | 129 P.      |
| 2.          | Jonas Vingegaard  | Dänemark           | Jumbo-Visma        | 51 P.       |
| 3.          | Michael Storer    | Australien         | Groupama-FDJ       | 39 P.       |
| 4.          | Romain Bardet     | Frankreich         | Team DSM-Firmenich | 35 P.       |
| 5.          | Primož Roglič     | Slowenien          | Jumbo-Visma        | 33 P.       |
| 6.          | Sepp Kuss         | Vereinigte Staaten | Jumbo-Visma        | 33 P.       |
| 7.          | Damiano Caruso    | Italien            | Bahrain Victorious | 30 P.       |
| 8.          | Andreas Kron      | Dänemark           | Lotto Dstny        | 28 P.       |
| 9.          | Eduardo Sepúlveda | Argentinien        | Lotto Dstny        | 23 P.       |
| 10.         | Jesús Herrada     | Spanien            | Cofidis            | 22 P.       |

| Nachwuchswertung | Nachwuchswertung  | Nachwuchswertung | Nachwuchswertung   | Nachwuchswertung  |
| Fahrer           | Fahrer            | Land             | Team               | Zeit              |
| ---------------- | ----------------- | ---------------- | ------------------ | ----------------- |
| 1.               | Juan Ayuso        | Spanien          | UAE Team Emirates  | 65 h 35 min 27 s  |
| 2.               | Cian Uijtdebroeks | Belgien          | Bora-Hansgrohe     | + 3 min 37 s      |
| 3.               | João Almeida      | Portugal         | UAE Team Emirates  | + 6 min 20 s      |
| 4.               | Santiago Buitrago | Kolumbien        | Bahrain Victorious | + 8 min 20 s      |
| 5.               | Remco Evenepoel   | Belgien          | Soudal Quick-Step  | + 23 min 53 s     |
| 6.               | Einer Rubio       | Kolumbien        | Movistar Team      | + 41 min 26 s     |
| 7.               | Antonio Tiberi    | Italien          | Bahrain Victorious | + 56 min 24 s     |
| 8.               | Attila Valter     | Ungarn           | Jumbo-Visma        | + 59 min 54 s     |
| 9.               | Lenny Martinez    | Frankreich       | Groupama-FDJ       | + 1 h 27 min 29 s |
| 10.              | Finn Fisher-Black | Neuseeland       | UAE Team Emirates  | + 1 h 43 min 01 s |

| Mannschaftswertung | Mannschaftswertung    | Mannschaftswertung           | Mannschaftswertung |
| Team               | Team                  | Land                         | Zeit               |
| ------------------ | --------------------- | ---------------------------- | ------------------ |
| 1.                 | Jumbo-Visma           | Niederlande                  | 196 h 00 min 56 s  |
| 2.                 | Bahrain Victorious    | Bahrain                      | + 33 min 59 s      |
| 3.                 | UAE Team Emirates     | Vereinigte Arabische Emirate | + 36 min 27 s      |
| 4.                 | Bora-Hansgrohe        | Deutschland                  | + 38 min 13 s      |
| 5.                 | Movistar Team         | Spanien                      | + 2 h 19 min 46 s  |
| 6.                 | TotalEnergies         | Frankreich                   | + 3 h 13 min 52 s  |
| 7.                 | Soudal Quick-Step     | Belgien                      | + 3 h 39 min 11 s  |
| 8.                 | Groupama-FDJ          | Frankreich                   | + 3 h 42 min 24 s  |
| 9.                 | Lidl-Trek             | Vereinigte Staaten           | + 3 h 42 min 59 s  |
| 10.                | Astana Qazaqstan Team | Kasachstan                   | + 4 h 09 min 10 s  |